# 町見村
町見村（まちみむら）は、1955年（昭和30年）まで愛媛県西宇和郡にあった村である。東隣の伊方村と合併し、伊方町の一部となり、自治体としての歴史は閉じた。地域名としての「町見」は町見小学校をはじめとした公共施設の名称としてなお受け継がれている。
西宇和郡伊方町の中部、佐田岬半島のほぼ中央に位置する農漁村であった。

## 地理
現在の伊方町の中部。佐田岬半島のほぼ中央で、北を伊予灘に、南を宇和海に面している。東は伊方村、西は三机村に接している。中央には南北に佐田岬半島を形成する山地が東西に横たわり、海岸線に沿っていくつかの集落が点在している。当村の付近には中央構造線近くの断層崖海岸が続き、とりわけ伊予灘側はけわしい海岸が続く。平地は宇和海側の亀ヶ池の周辺にわずかにみられる程度。
地名の由来
- 合併成立時に九町（くちょう）と二見（ふたみ）の双方から一字ずつ取って新たに命名した合成地名。

池
- 亀ヶ池

## 社会

### 地域・集落
海岸線に沿っていくつかの集落が点在している。地形的にわずかながら平地もあり、季節風の影響が少ない南岸（宇和海側）の方が早くから開けた集落であり、北の伊予灘側は藩政期以降に開かれた集落である。古くは宇和海側を下場（したば）、伊予灘側を上手（うわて）と呼んでいた。
村は東西に大きく2つに分けられ、東が九町（くちょう）、西が二見（ふたみ）である。
- 大字

大字は九町、二見の2つ。いずれも明治の旧村である。町見村の時期にはそれぞれに小学校が置かれていた（後述の「教育」の項参照）。なお、伊方町になってからは大字は略す。
さらに二見には以下の集落が存する。
二見、加周、田之浦、古屋敷（以上4集落が宇和海側）と大成、鳥津（以上2集落は平石峠を境として伊予灘側に位置する藩政期に開拓された漁村）

### 行政
- 役場は大字九町におかれていた。町村合併により伊方町が成立して後は町見支所となった。その後「出張所」となっている。
- 村長

### 人口・世帯数
1955年（昭和30年）　8233人
参考　2020年（令和2年）　1177人、580世帯（九町723人、358世帯。二見454人、222世帯）

### 教育
- 中学校　非現存

町見中学校は、村立学校として設置。1955年（昭和30年）の合併により伊方町立に移行。
その後1998年（平成10年）に伊方町立伊方中学校〈旧〉と統合。当村地域には中学校はなくなった。
- 小学校　現存1校[注釈 2]

2校あった。統合し現在は1校となっている。
九町小学校
所在地　愛媛県西宇和郡伊方町九町1-1712-1
伊方町立二見小学校
1877年（明治10年）嘉周小学校として開校。村立から1955年（昭和30年）の合併により伊方町立に移行、2015年（平成27年）3月伊方町立九町小学校へ統合。これにより旧村内1校となった。

## 歴史
古代 - 中世
- 矢野保と呼ばれ、平氏が権勢を誇った時期には当地域は池大納言平頼盛の領地であったとされる（吾妻鏡）。
- 戦国時代末期には宇都宮房綱の領地であり、九町に房綱の家臣の得能膳が長崎城を築いていた。長崎城は1584年（天正12年）、長宗我部氏の侵攻により落城した。

近世、藩政期
- 天正16年の検地には九町浦、二見浦の名が見られ、この時期には既に集落が成立していたものと推察される。
- 宇和島藩領。
- 元禄9年 - 宇和島藩は領地を10の組に分けて統治、当地は保内組とされた。
- 1839年（天保10年） - 二見浦加周の古田仙右衛門（文政13年（1830年）に発生した二見騒動（加周浦で起こった百姓一揆）の主謀者の一人、天保7年（1836年）7月に禁足御免）。
- 1867年（慶応3年） - 二見浦の鳥津茂市により鳥津の漁港が築造された。

明治以降
- 1875年（明治8年） - 二見鉱山開坑[注釈 4]。
- 1889年（明治22年）12月15日 - 町村制施行に伴い九町浦と二見浦が合併して西宇和郡町見村が成立。
- 1892年（明治25年）　九町鉱山開坑。
- 1893年（明治26年） - 忠城鉱山開坑。
- 1904年（明治37年） - 大字九町の女子（めっこ）鼻に精錬所設置。
- 1955年（昭和30年）3月31日 - 伊方村と合併、町制施行により伊方町となる。

```
町見村の系譜
（町村制実施以前の村）（明治期）

九町浦　━━━┓　　　町村制施行時
　　　　　　　┣━━━　町見村　━━━━━━┓
二見浦　━━━┛　　　　　　　　　　　　　　┃
　　　　　　　　　　　　　　　　　　　　　　┣━━━　伊方町
　　　　　　　　　　　　　　　　　　　　　　┃　　　合併、町制
伊方浦　━━━━━━━　伊方村　━━━━━━┛　（昭和30年3月31日）

（注記）伊方町の平成の合併の系譜については、伊方町の記事を参照のこと。

```

## 産業
水産業
かつて領地であった宇和島藩はイワシ漁を保護、振興し、干鰯は藩の専売品となっていた。藩では綱代を設定し、漁場管理も行い、また漁場の変化を危惧して漁船の新造以外の目的での山林の伐採を禁じた。藩政期の主たる漁場は宇和海側であったが、末期には瀬戸内海・伊予灘側の漁場も開拓され、大成、鳥津の漁港が築造された。その後も沿岸漁業によるイワシが主たる漁獲物であった。
農業
農産物としては、米、麦、甘藷が主要な作物であった。
鉱業
当地の近くには鉱脈が走っており、近傍の保内町同様に明治時代から銅山が開発された。小規模ながら二見、九町、忠誠の3つの鉱山があり、1904年には南の宇和海に突き出した女子鼻（めっこのはな）に精錬所も設置されたが、1908年（明治41年）には鉱害紛争が発生するほどであり、大正期に最盛期を迎えたが、戦後まもなくいずれも閉山となった。

## 交通
鉄道は通っていなかった。山が海に迫る地形の関係から陸路の交通は不便であった。佐田岬半島の南側（宇和海側）の地域はいずれもそうであったが、海上を浦々にめぐる船が重要な交通手段であり、加周や九町の港に寄航していた。

## 名所
- 亀ヶ池

## 出身者
- 坪内稔典